# NGC 3240
NGC 3240 is een spiraalvormig sterrenstelsel in het sterrenbeeld Waterslang. Het hemelobject werd op 20 maart 1835 ontdekt door de Engelse astronoom John Herschel.

## Synoniemen
- ESO 568-3
- MCG -4-25-7
- IRAS10221-2132
- PGC 30515